# Какути (Озургетский муниципалитет)
Какути (груз. ქაქუთი) — село в Грузии, на территории Озургетского муниципалитета края (мхаре) Гурия.

## География
Село находится в западной части Грузии, на правом берегу реки Чолоки, на расстоянии приблизительно 5 километров (по прямой) к юго-юго-западу от города Озургети, административного центра муниципалитета. Абсолютная высота — 148 метров над уровнем моря.

## Население
По результатам официальной переписи населения 2014 года, в Какути проживало 282 человека (139 мужчин и 143 женщины). В национальной структуре населения грузины составляли 94,7 %, армяне — 4,6 %, русские — 0,7 %.
| Год  | Население, человек |
| ---- | ------------------ |
| 2002 | 350                |
| 2014 | ↘ 282              |